# Toulouse Métropole Football Club (futsal)
Ne doit pas être confondu avec le Toulouse Métropole Futsal et le Toulouse Futsal Club, autres clubs de la ville uniquement destinés à la pratique du futsal.
Maillots
La section futsal du Toulouse Métropole Football Club fait partie du club français de football, basé à Toulouse en Haute-Garonne et issu de la fusion en 2016 des clubs Toulouse Fontaines et du Toulouse Saint-Jo. La section futsal n'est créée qu'en 2018 par absorption du Bruguières SC.
Le Bruguières SC est fondé en 2003. Parmi les meilleurs clubs de la Ligue de Midi-Pyrénées, il intègre le Championnat de France à sa création en 2009. Il s'y maintien aisément et flirte avec la qualification pour la phase finale durant quatre saisons. Le BSC intègre donc la poule unique de la nouvelle Division 1 en 2013. D'un niveau supérieur, l'équipe survie en deuxième partie de classement jusqu'en 2017-2018, où l'avant-dernière place finale entraîne la relégation en Division 2.
Envisagée depuis plusieurs années, le BSC devient alors la section futsal du Toulouse Métropole FC et déplace son activité dans la capitale régionale. Dès la première saison 2018-2019, le club remporte facilement son groupe de D2. Remonté dans l'élite, il obtient la cinquième place en 2019-2020. Lors de l'exercice suivant, l'équipe réalise son meilleur parcours dans l'élite à une seule division avec la quatrième place. Mi-juin, le Conseil d'administration met fin à la section futsal du TMFC. Début juillet 2021 naît la volonté d’une intégration des effectifs (dirigeants, entraîneurs et joueurs) du TMFC futsal au sein de l’adversaire local, l'UJS Toulouse. Il ne s’agit pas d’une fusion entre les deux entités, ni d’une absorption, le TMFC futsal n’existant plus.

## Histoire

### Bruguières SC (2003-2018)
La section futsal du Bruguières Sporting Club est créée en 2003,, à l'initiative d'une bande d'amis. Son but premier consiste à prendre du plaisir sur le terrain, tout en véhiculant des valeurs chères à la présidente de la section, Annie Martinez : fair-play, combativité et solidarité.
Le Bruguières SC futsal est champion régional en 2006, 2007 et 2009,.
Ce dernier permet d'intégrer le Championnat de France pour la saison 2009-2010. L'équipe en occupe la troisième place du classement à mi-parcours, qu'elle conserve en fin de saison, terminant à deux points des demi-finales.
Le BSC se maintient ensuite aisément et finit à nouveau troisième en 2010-2011, septième en 2011-2012 et deuxième en 2012-2013.
Au terme de la saison 2015-2016, la septième de rang au plus haut niveau français, le Bruguières SC termine à la septième place de D1.
Relégué en Division 2 pour la première fois de son histoire à l'issue de la saison 2017-2018, le Bruguières SC transfère ses droits sportifs au Toulouse Métropole FC, issu de la fusion, deux ans plus tôt de deux clubs de football historiques de la Ville Rose : les Fontaines et Saint-Jo,.

### Toulouse Métropole FC (2018-2021)
Pour l'équipe fanion, nous avons gardé 80 % de l'effectif. Dès sa première saison, le TMFC futsal sous les ordres du Brésilien Marcelo Serpa remonte en Division 1, après avoir remporté sa poule de D2 en remportant notamment tous ses matchs à domicile.
Pour la saison 2019-2020, le TMFC Futsal réussie son retour dans l’élite du futsal français. Après une entrée en matière compliquée contre l’ogre ACCS Paris VA 92, futur leader incontesté du championnat (défaite 8-1), le TMFC Futsal bat Orchies Pevele (7-6), futur second, puis le champion de France en titre toulonnais sur son terrain (3-4), qui permet de s’emparer du fauteuil de leader fin octobre. Après un mois de novembre ponctué par deux victoires, Toulouse enchaîne jusqu’à la fin du championnat un probant succès dans le derby face au voisin de l’UJS Toulouse (6-4), des matchs nuls frustrants face à Paris ACASA (4-4), Toulon (3-3) et Nantes (4-4), mais aussi des défaites amères sur le terrain du Kremlin-Bicêtre et d’Orchies Pevele. À l'arrêt de la compétition pour cause de pandémie de Covid-19, le TMFC est cinquième de D1.
La D1 2020-2021 est encore meilleure et l'équipe réalise la meilleure saison de son histoire en terminant à la quatrième place du championnat. Mais, en avril 2021, plusieurs sections du club assignent le président en justice, à cause du fonctionnement opaque du club. La section futsal ne peut pas fournir les comptes à temps à la DNCG, ce qui place l’équipe sous la menace d’une relégation administrative.
Mi-juin, le conseil d’administration vote une résolution pour exclure la section futsal. Les engagements pour la saison 2021-2022 ne sont pas fait à temps. Mi-juillet, le comité exécutif de la FFF statue sur la composition de la D1 futsal pour la saison 2021-2022. Le procès-verbal mentionne le repêchage du second club toulousain, l'UJS Toulouse initialement relégué en D2, annonçant une fusion entre l'UJS et le TMFC. Mais l'équipe est tout simplement supprimée, d'après les médias. Début juillet 2021 naît la volonté d’une intégration des effectifs (dirigeants, entraîneurs et joueurs) du TMFC futsal au sein de l’ennemi local, l'UJS Toulouse. Il ne s’agit pas d’une fusion entre les deux entités, ni d’une absorption, le TMFC futsal n’existant plus.

## Palmarès

### Titres et trophées
Le Bruguières SC futsal remporte trois titres de champion régional (2006, 2007 et 2009) et arrive trois fois demi-finales de Coupe de France.
Dès la première saison sous le nom de Toulouse Métropole FC, l'équipe remporte la poule B de Division 2. Ses résultats étant moins bon que l'Orchies Pévèle FC, invaincu en poule A, le TMFC n'est pas reconnu champion.

### Bilan par saison
| Saison        | Championnat                 | Championnat   | Championnat   | Championnat   | Championnat   | Championnat   | Championnat   | Championnat   | Championnat   | Championnat   | Coupe de France         |
| Saison        | Division                    | Class.        | Pts           | J             | V             | N             | D             | Bp            | Bc            | Diff.         | Coupe de France         |
| Bruguières SC | Bruguières SC               | Bruguières SC | Bruguières SC | Bruguières SC | Bruguières SC | Bruguières SC | Bruguières SC | Bruguières SC | Bruguières SC | Bruguières SC | Bruguières SC           |
| ------------- | --------------------------- | ------------- | ------------- | ------------- | ------------- | ------------- | ------------- | ------------- | ------------- | ------------- | ----------------------- |
| 2008-2009     | Challenge national - grp. E | 4e/7          | 15 pts        | 6             | 3             | 0             | 3             | 35            | 33            | +2            | Demi-finales nationales |
| 2009-2010     | Champ. de France - grp. B   | 3e/12         | 64 pts        | 22            | 14            | 1             | 7             | 118           | 79            | +33           | inter-rég.              |
| 2010-2011     | Champ. de France - grp. B   | 3e/12         | 67 pts        | 22            | 15            | 0             | 7             | 117           | 62            | +55           | Demi-finale             |
| 2011-2012     | Champ. de France - grp. B   | 7e/14         | 64 pts        | 26            | 12            | 2             | 12            | 117           | 124           | −7            | ?                       |
| 2012-2013     | Champ. de France - grp. B   | 2e/12         | 66 pts        | 22            | 14            | 2             | 6             | 89            | 59            | +30           | 32e de finale           |
| 2013-2014     | Division 1                  | 5e/13         | 60 pts        | 24            | 10            | 6             | 8             | 75            | 87            | −12           | 8e de finale            |
| 2014-2015     | Division 1                  | 8e/11         | 38 pts        | 20            | 5             | 3             | 12            | 64            | 88            | −24           | Quart de finale         |
| 2015-2016     | Division 1                  | 7e/12         | 47 pts        | 22            | 8             | 1             | 13            | 76            | 102           | −26           | 16e de finale           |
| 2016-2017     | Division 1                  | 8e/11         | 14 pts        | 20            | 4             | 2             | 14            | 50            | 66            | −16           | 8e de finale            |
| 2017-2018     | Division 1                  | 12e/13        | 15 pts        | 24            | 5             | 2             | 17            | 53            | 94            | −41           | 32e de finale           |
| Toulouse MFC  |                             |               |               |               |               |               |               |               |               |               |                         |
| 2018-2019     | Division 2 - grp. B         | 1er/10        | 48 pts        | 18            | 16            | 0             | 2             | 100           | 26            | +74           | 8e de finale            |
| 2019-2020     | Division 1                  | 5e/12         | 21 pts        | 15            | 6             | 3             | 6             | 55            | 50            | +5            | annulé                  |
| 2020-2021     | Division 1                  | 4e/12         | 34 pts        | 22            | 10            | 4             | 8             | 83            | 77            | +6            | non jouée               |

## Structure du club

### Salles
| \| Bruguières Toulouse \| Localisation successives. |
| Bruguières Toulouse                                 |

Le Bruguières SC joue à domicile dans la Salle René-Albus de Bruguières. Pendant plusieurs années, la mairie de Toulouse fait confiance au BSC Futsal en lui permettant d'évoluer au Petit Palais des Sports.  
Lors du passage sous le giron du Toulouse MFC en 2018, Bertrand Olivan, ancien directeur sportif du BSC, déclare « Philippe Plantade, le maire de Bruguières, nous laisse encore les installations. Quelques matches se joueront au palais des sports de Toulouse. Néanmoins, pour la saison prochaine, on aimerait avoir notre gymnase dans le [sic] Ville rose ». Le club évolue ensuite au Palais des Sports de Toulouse.

### Statut du club et des joueurs
Le Toulouse Métropole FC est un club sportif, régi par la loi sur les associations établie en 1901. Le club est affilié sous le no 581893 à la Fédération française de football. Il appartient de plus à la Ligue de football d'Occitanie et au district de Haute-Garonne. Il en va de même pour le Bruguières SC avant-lui.
Les joueurs ont soit un statut bénévole, amateur ou de semi-professionnel sous contrat fédéral.

### Aspect économique
En 2013, dix ans après la création de la section futsal, la présidente Annie Martinez explique : « Avec un budget de 90 000 euros, dont 16 900 de la Fédération et 3 000 de subventions des collectivités, on est constamment en recherche de sponsors. En clair, nous avons les mêmes exigences que tout club pro mais sans les moyens qui vont avec ». « On essaie de retenir nos meilleurs joueurs mais ce n’est pas évident. Même des clubs de DH de foot sur herbe ont plus de moyens que nous » résume Jean-Christophe Martinez, l'entraîneur.
Pour la saison 2020-2021, le club est subventionné à hauteur de 160 000 euros annuels par la mairie de Toulouse et dispose de budgets importants, autour de 300 000 euros pour le foot en salle et de 480 000 euros pour les autres sections.

## Identité et image

### Logo et couleurs

Bruguières SC
Toulouse Métropole FC

La section futsal du Bruguières Sporting Club étrenne des tuniques vertes fluo floquées de son sponsor Peugeot,,. À l’issue de cette saison 2017-2018, le Bruguières SC transférera ses droits sportifs au Toulouse Métropole FC. C’est désormais avec un maillot rayé noir et blanc que l’équipe évolue.
| Bruguières SC |  | Toulouse Métropole FC |

### Rivalités
Lorsque le club est basé à Bruguières, il entretient historiquement une forte rivalité avec l’unique club de l’élite du futsal toulousain, l’UJS Toulouse. Passé section futsal du TMFC, désormais à Toulouse, la mairie participe à maintenir cette rivalité à en juger le montant élevé des subventions alloués chaque année au TMFC (football et futsal), en comparaison à celui de l’UJS Toulouse, club futsal spécifique et historique de D1 de la ville, dont le faible montant étonne chaque année.

## Personnalités

### Dirigeants
Annie Martinez est une des présidente de la section futsal du Bruguières SC,.
Lors du passage sous le giron du Toulouse MFC en 2018, Bertrand Olivan, directeur sportif du BSC, devient vice-président du TMFC, chargé du futsal.

### Entraîneurs
À l'été 2009, alors que l'équipe intègre le nouveau championnat de France, Didier Méret se voit confier les rênes de l'équipe. Les quatre entraîneurs du club gèrent un effectif d'une cinquantaine de licenciés répartis dans trois groupes.
Jean-Christophe Martinez est l’entraîneur du Bruguières SC futsal jusqu’en 2018. À sa tête, le TMFC Futsal se maintient toujours en championnat de France puis Division 1, souvent classé dans les meilleurs défenses françaises. Il mène également l'équipe en demi-finale de la Coupe nationale 2010-2011. En formation d'entraîneur, Jean-Christophe Martinez termine major de sa promotion en 2016 puis obtient les plus hauts diplômes nationaux un an plus tard. En 2018, à la suite de la relégation en Division 2, il demande lui-même la venue de Marcelo Serpa, avec qui il forme un tandem. 
Le Brésilien Marcelo Serpa est l'entraîneur de 2018 à 2020. Après avoir remporté sa poule de D2 avec l'ACCES la saison précédente, il réalise le doublé et permet au nouveau TMFC futsal de remonter dans l'élite du futsal français. Il est élu meilleur entraîneur du Championnat de France de futsal 2019-2020 par le média Top5 Futsal, avec une cinquième place à l'arrêt de la compétition à cause de la pandémie de Covid-19. Entre autres à cause de la crise sanitaire et du coût qu'elle implique, le club ne conserve pas son entraîneur brésilien, qui rejoint le Paris ACASA futsal.
Pour la saison 2020-2021, Jean-Christophe Martinez reprend pleinement la responsabilité de l'équipe première,. Djaoued Mahouane prend sa retraite des terrains et se reconvertit en entraîneur adjoint. Serge Fisichella est responsable des gardiens.

### Joueurs notables
Anousone Prasitharath est un joueur historique du Bruguières SC et ancien international français,.
Anthony Pallares joue trois saisons au Bruguières SC. Ses qualités de gardien, mais aussi ses capacités offensives où il inscrit plusieurs buts, lui permettent d'être retenu en équipe de France lors des phases éliminatoires à l’Euro 2018. Après un passage au Plaisance All-Stars, en D2 nationale, il revient au TMFC en 2020.
En 2018, l'ex-international espagnol, champion du monde 2004, Marcelo dos Reis Soares rejoint le TMFC. En 2019-2020, à 46 ans, il est l'un des cadors de l'équipe et termine meilleur buteur de celle-ci (onze buts en championnat).
Au cours de la saison 2019-2020, l'international portugais André Gomes joue au TMFC futsal.
Après que la section futsal ait quitté le TMFC à l'été 2021 et se soit rapproché de l'UJS Toulouse, plusieurs joueurs de futsal du TMFC rejoignent l'UJS, comme le capitaine Willy Oliveira et Simon Luc.

## Autres équipes

### Futsal
Avant de disparaitre, le Bruguières SC compte trois équipes seniors masculines. Celles-ci sont conservées lors de l'absorption par le Toulouse Métropole FC. Pour Christian Ragout, président du TMFC, cela correspond au développement voulu pour son club : « Nous voulons être présents dans toutes les sections du football. L'intégration du Bruguières SC futsal tombe à point nommé. Du coup, pour le futsal, nous avons trois équipes seniors masculines et une équipe féminine. Ajoutez à cela une académie futsal, des U8 aux U11, et une école de football féminin, des U8 aux U14 ».
Le TMFC futsal compte également une école de futsal, une équipe féminine championne de France et d'Europe AMF en 2019, ainsi qu'une équipe réserve évoluant en Régional 1 de la Ligue de football d'Occitanie pour la saison 2019-2020.

### Football
Le Toulouse Métropole Football Club est issu de la fusion en 2016 du club des Fontaines et du Toulouse Saint-Jo. Avec ses 867 licenciés sur la saison 2019-2020, il est le plus gros club de la Ligue de football d'Occitanie.